# Medasina celebensis
Medasina celebensis är en fjärilsart som beskrevs av Louis Beethoven Prout 1928. Medasina celebensis ingår i släktet Medasina och familjen mätare. Inga underarter finns listade i Catalogue of Life.